# Alkersum
Alkersum (dänisch: Alkersum, nordfriesisch: Aalkersem) ist eine Gemeinde auf der Insel Föhr im Kreis Nordfriesland in Schleswig-Holstein. Außerhalb des Dorfes Alkersum befinden sich in der Gemeinde acht Aussiedlerhöfe.

## Geografie

### Geographische Lage
Alkersum befindet sich im Zentrum der Insel Föhr am Übergang der Föhrer Geest zu den weiträumigen Marschgebieten des Föhrer Nordens. Der siedlungsstrukturelle Kernraum, das Dorf Alkersum, befindet sich im östlichen Gemeindebereich und damit auf der Geest.

### Nachbargemeinden
| Oldsum  |                                             | Midlum  |
| Borgsum | Kompassrose, die auf Nachbargemeinden zeigt | Oevenum |
| Nieblum |                                             |         |

## Geschichte
Die erste Besiedelung des heutigen Gemeindegebiets erfolgte in der Eisenzeit.

## Politik

### Gemeindevertretung
Seit der Kommunalwahl 2018 hat die Alkersumer Wählergemeinschaft (AWG) alle neun Sitze in der Gemeindevertretung. Dieses Ergebnis wurde 2023 bestätigt.

### Bürgermeister
Für die Wahlperiode 2013–2018 wurde Ina Ketels zur Bürgermeisterin gewählt. Sie löste damit Karl-Heinz Juhl ab, der mehr als 30 Jahre die Geschicke der Gemeinde geleitet hatte. Bereits 2014 trat sie zurück; ihr Nachfolger wurde Johannes Siewertsen.

## Wirtschaft
Am Ortsrand von Alkersum haben sich mehrere Gewerbebetriebe angesiedelt. Auch der Tourismus und die Reiterhöfe im Gemeindegebiet sind wichtige Wirtschaftsfaktoren.

## Kultur
Seit August 2009 gibt es in Alkersum das Museum Kunst der Westküste. Dort werden Kunstwerke zu den Themen Meer und Küste des Nordseeraumes ausgestellt.

## Persönlichkeiten
Der als Föhr-Maler bekannt gewordene Künstler Otto Heinrich Engel (1866–1949) verbrachte Anfang des 20. Jahrhunderts seine Sommeraufenthalte auf der Insel. Er wohnte immer im Gasthof von Gretjen Hayen in Alkersum. Der Gasthof gehört heute zum Gebäudekomplex des Museums Kunst der Westküste (MKdW).
Der deutsch-schwedische Mediziner und Gründer des Unternehmens Ferring, Frederik Paulsen (1909–1997), starb in Alkersum.

## Galerie

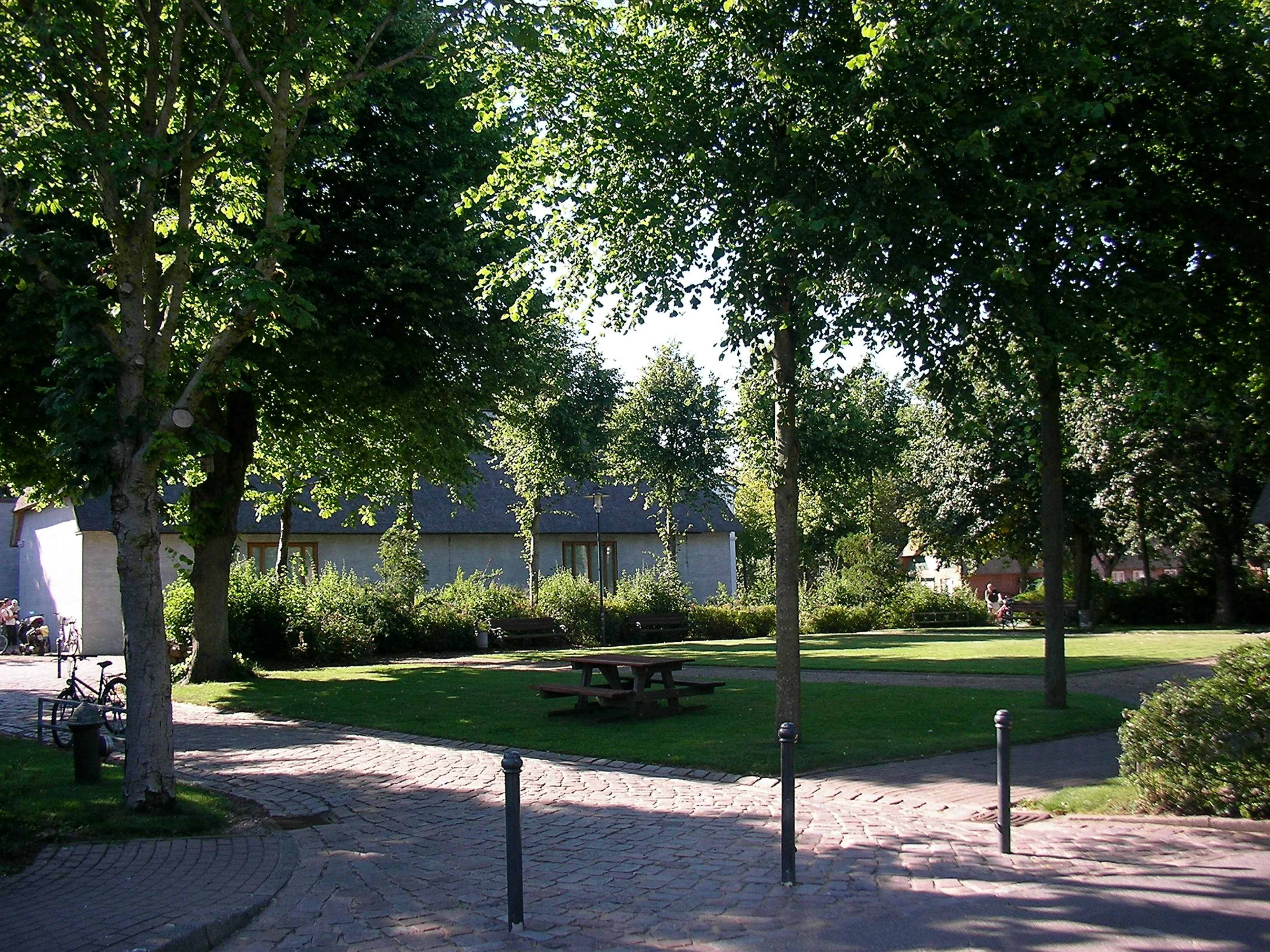
Park, im Hintergrund das Museum Kunst der Westküste
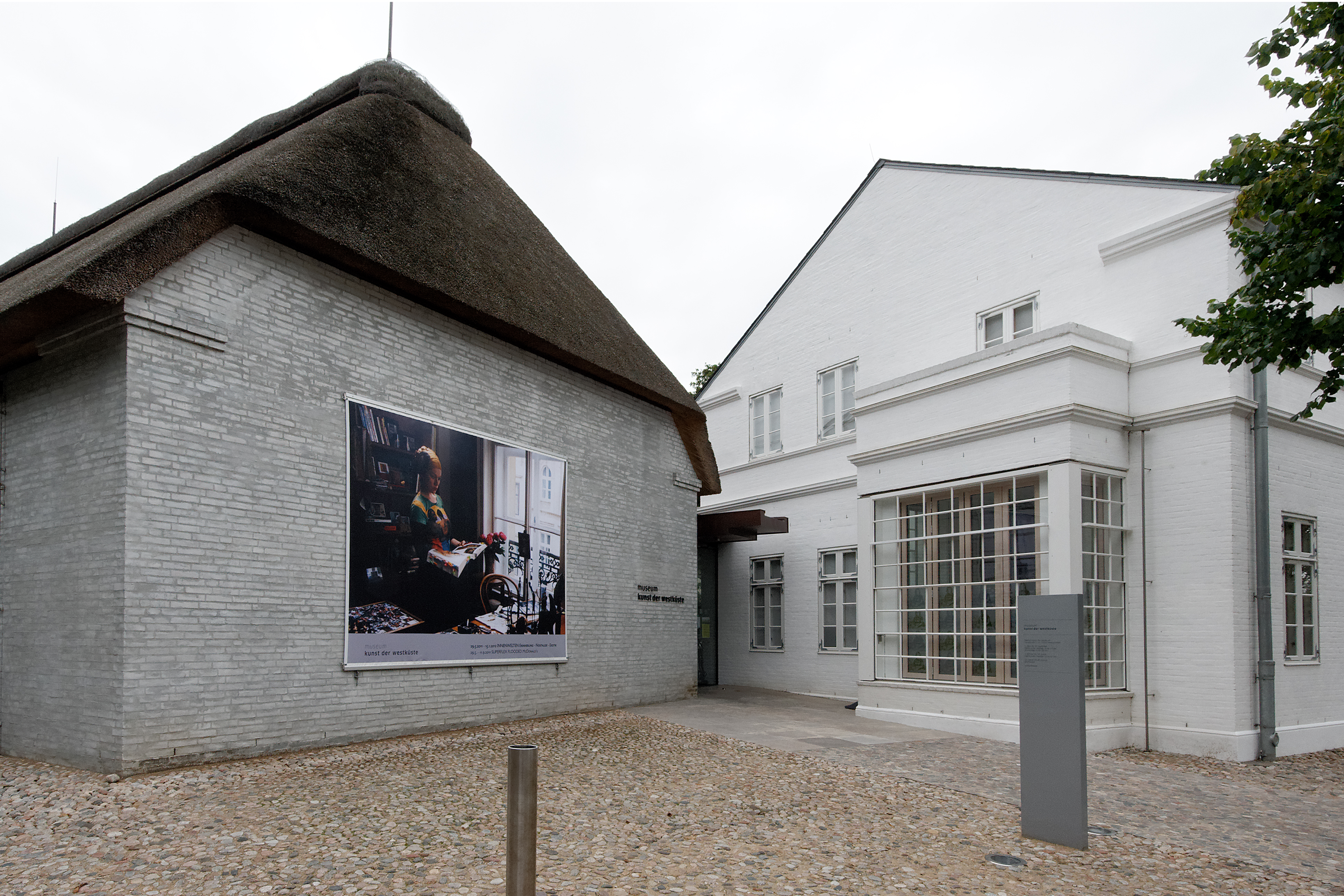
Museum Kunst der Westküste
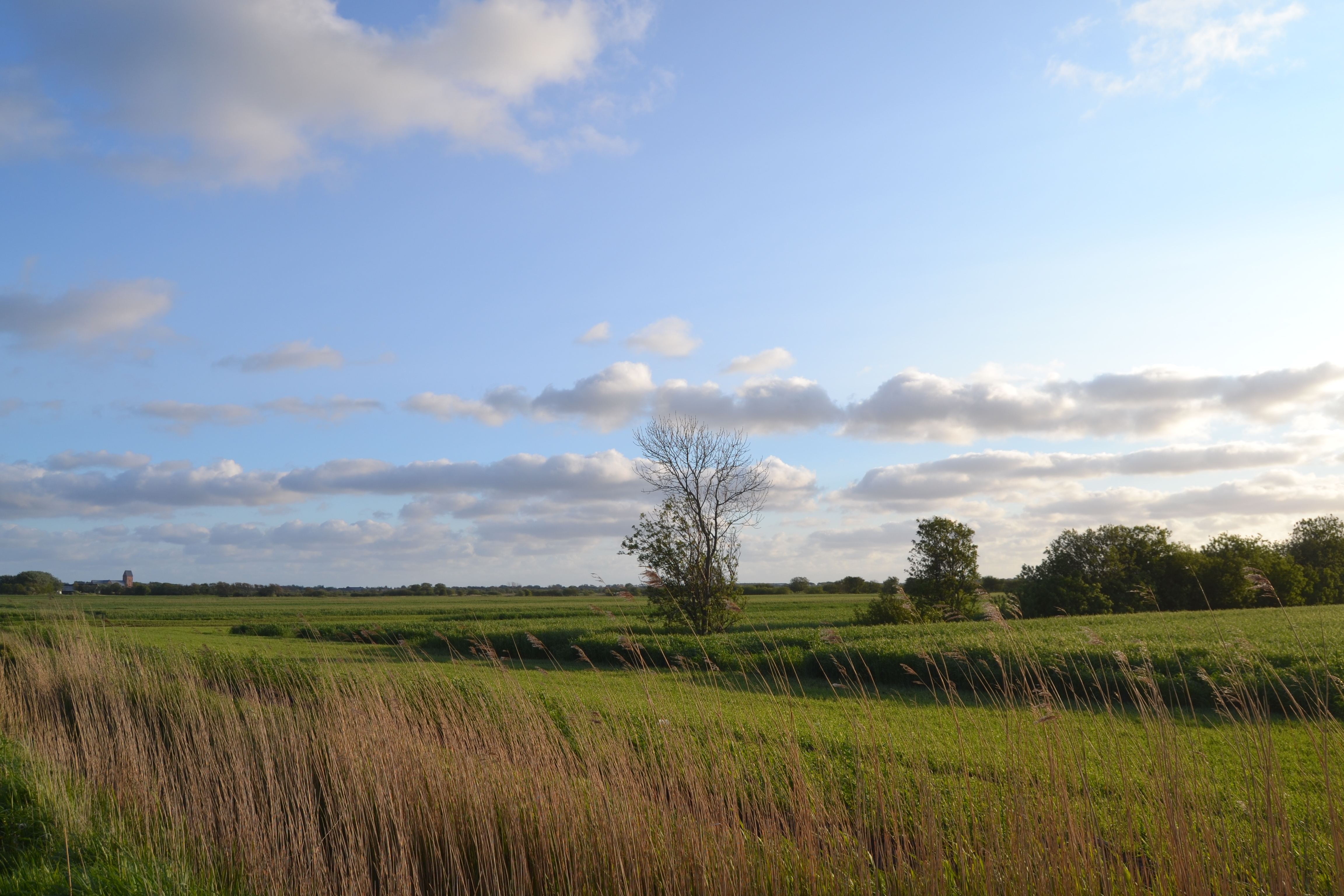
Wiesenlandschaft bei Alkersum